# Sesshin
Una sesshin (接心), che alla lettera significa "riunione di menti", è un periodo di meditazione intensiva attraverso la pratica di zazen, svolto in un monastero Zen o anche in un altro luogo di pratica.
Mentre la prassi quotidiana in un monastero prevede la meditazione per diverse ore al giorno per i monaci, durante una sesshin essi si dedicano quasi esclusivamente alla pratica di zazen.
I numerosi periodi di meditazione (dai 30 ai 50 minuti di durata ciascuno) sono intervallati da brevi interruzioni per il riposo, il pasto e talora da brevi periodi di lavoro al servizio della comunità (in giapponese: samu) che avvengono tutti mantenendo la consapevolezza. il riposo notturno è ridotto al minimo, sei ore o meno. 
Durante la sesshin la meditazione è talora interrotta da discorsi pubblici del maestro (teishō) o da brevi domanda-e-risposta (mondō) e da colloqui individuali privati con lui (che si chiamano dokusan, daisan, o sanzen).
Nella moderna pratica buddista in Giappone e in Occidente, alle sesshin spesso partecipano anche praticanti laici e discepoli, e le sesshin durano generalmente da uno a sette giorni. Queste ultime si tengono diverse volte all'anno in molti luoghi di pratica Zen (dojo) specialmente per celebrare il risveglio del Buddha.

## Una tipica giornata di sesshin
Un programma in Occidente comprende da nove a quindici sedute di zazen al giorno, di 30–40 minuti ciascuna, con un intervallo di meditazione camminata (kinhin) tra gli zazen. Le sesshin tradizionali sono più intense, con periodi di meditazione di 30–60 minuti ciascuno, senza stacchi di riposo o di lavoro e in genere vi si dorme meno di cinque ore al giorno.
I pasti sono consumati secondo un rituale di meditazione (Oryoki).
Nelle sesshin occidentalizzate, i periodi di lavoro sono talora programmati e comprendono uno o due ore del giorno: si tratta in genere di lavori di giardinaggio, cucina o pulizia.
La sesshin prevede quattro o cinque ore di sonno per notte, sebbene i praticanti occasionalmente possano impiegare il resto della notte in zazen, specialmente nelle sesshin di lunga durata. Ciò si definisce "yaza" ed è considerato un tempo particolarmente efficace di meditazione, allorché la mente pensante e l'ego sono privi dell'energia per distrarre la pratica.
Non si effettuano conversazioni durante la sesshin. Si osserva il silenzio in modo che ciascuno possa concentrarsi sulla propria esperienza e non influenzare quella altrui. Al termine si tiene un pasto durante il quale i praticanti possono parlare per la prima volta dal loro arrivo.